# Izlandi nemzeti nap
Az izlandi nemzeti napon (izlandiul þjóðhátíðardagurinn) (a nemzet ünneplésének a napja) 1944. június 17-ére emlékeznek, mert ezen a napon alakult meg az Izlandi Köztársaság. (Lýðveldið Ísland) Izland hivatalosan dán uralom alatt volt. A köztársaság megalakulása átvette az 1918-as egyesülési törvény helyét, azt hatályon kívül helyezte.
Mivel ebben az időben a kontinentális Dánia német Izland pedig brit megszállás alatt volt, a dánoknak nagyon kevés beleszólásuk volt a sziget ügyeibe, így engedték, hogy a sziget teljesen független legyen. Emiatt viszont át kellett írni az izlandi alkotmányt, hogy Izlandból köztársaság lett. Az izlandiak ünnepelték és dicsérték Jón Sigurdsson (1811-1879) és Sveinn Björnssont, aki az ország első elnöke lett.
Ma az izlandiak ezt az ünnepet nemzeti szinten ünneplik. Az ünnepség elsősorban parádékban mutatkozik meg, amit a nagyobb városokban tartanak, és a sor elején rézfúvósok vonulnak. Előttük izlandi lovakon lovaglók haladnak, a zenekar mögött pedig az izlandi cserkészmozgalom képviselői vonulnak. A felvonulás után jó néhány beszéd hangzik el. Általában ott van (Fjallkonan), a hegyek asszonya, aki általában a legvidámabb nemzeti izlandi ruhát viseli, s egy verset szaval. Ő az izlandiak tüzes lelkületét képviseli: ez a szokás még a romantikából maradt fenn, mikor az izlandiak függetlenedési vágyai elkezdtek csírázni. Mikor a beszédeknek és az ünnep hivatalos részeinek vége van, egy sokkal esztelenebb ünneplés veszi kezdetét, Ekkor léggömböket engednek a magasba a gyermekek. Az is hozzátartozik ehhez a naphoz, hogy ilyenkor a helybeliek, főképp a délnyugatiak mindig esőre számítanak, de a meteorológiai statisztikák szerint ezen a napon sem gyakoribb az eső, mint más napokon.
Azért június 17-ét választották a helybeliek a függetlenség napjának, mert ekkor van Jón Sigurðsson, az izlandi kultúra és a 18. századi függetlenségi mozgalom vezetőjének a születésnapja.